# Utivarachna tamdao
Espèce
Utivarachna tamdao est une espèce d'araignées aranéomorphes de la famille des Trachelidae.

## Distribution
Cette espèce est endémique de la province de Vĩnh Phúc au Viêt Nam,. Elle se rencontre dans le parc national de Tam Đảo.

## Description
Le mâle holotype mesure 4,68 mm et la femelle paratype 5,34 mm.

## Systématique et taxinomie
Cette espèce a été décrite par Chu et Li en 2023.

## Étymologie
Son nom d'espèce lui a été donné en référence au lieu de sa découverte, le parc national de Tam Đảo.

## Publication originale
- Chu, Li, Pham & Yao, 2023 : « Three new species of the spider genus Utivarachna Kishida, 1940 (Araneae, Trachelidae) from China and Vietnam. » ZooKeys, no 1181, p. 201-217 (texte intégral).